# Pascua caudilinea
Pascua caudilinea és una espècie de peix de la família dels gòbids i de l'ordre dels perciformes.

## Morfologia
- Els mascles poden assolir 2,8 DE P....

 cm de longitud total i les femelles 2,77.
- Nombre de vèrtebres: 27.[2]

## Hàbitat
És un peix marí, de clima tropical i demersal que viu entre 12-40 m de fondària.

## Distribució geogràfica
Es troba al Pacífic oriental: l'Illa de Pasqua.

## Observacions
És inofensiu per als humans.